# 多治比乙麻呂
多治比 乙麻呂（たじひ の おとまろ、生没年不詳）は、奈良時代の貴族。姓は真人。位階は従五位下。多治比屋主の第2子。

## 経歴
称徳朝の天平神護元年（765年）正月、改元とともに日置蓑麻呂・多治比長野・中臣習宜山守・下道色夫多・弓削秋麻呂・弓削牛養らとともに外従五位下から内位の従五位下に昇叙。同年10月の称徳天皇の紀伊行幸の際、御前次第司次官をつとめた。この時の長官は、のちの光仁天皇となる白壁王。御後次第司長官は大中臣清麻呂、次官は藤原小黒麻呂。
『万葉集』に、
が収録されている。

## 官歴
『続日本紀』による。
- 時期不詳：外従五位下
- 天平神護元年（765年）正月7日：従五位下（内位）。10月2日：紀伊行幸御前御前次第司次官